# Silanus
Silanus är en ort och kommun i provinsen Nuoro i regionen Sardinien i Italien. Kommunen hade 2 109 invånare (2017).